# Старые Кошары (Николаевская область)
Старые Кошары (укр. Старі Кошари) — село в Первомайском районе Николаевской области Украины.
Основано в 1918 году. Население по переписи 2001 года составляло 218 человек. Почтовый индекс — 55264. Телефонный код — 5161.

## Местный совет
55264, Николаевская обл., Первомайский р-н, с. Полтавка, ул. Шевченка, 2